# Nychiodes
Nychiodes là một chi bướm đêm thuộc họ Geometridae.